# Disney's All-Star Movies Resort
 (juin 2018).
Si vous disposez d'ouvrages ou d'articles de référence ou si vous connaissez des sites web de qualité traitant du thème abordé ici, merci de compléter l'article en donnant les références utiles à sa vérifiabilité et en les liant à la section « Notes et références ».
Disney's All-Star Movies Resort est l'un des trois hôtels du complexe hôtelier à bas prix Disney's All-Star Resort à Walt Disney World Resort. Il compte 1920 chambres et a ouvert le 15 janvier 1999 soit 4 ans après la seconde tranche. 
Il est situé plus au sud et derrière ses homologues le Disney's All-Star Sports Resort et le Disney's All-Star Music Resort. Comme eux, il partage un style particulier d'architecture conçu par le cabinet Arquitectonica fait de gigantesques objets qui sont le thème de l'hôtel. Leurs couleurs vives et leurs tailles imposantes ont fait dire qu'ils cachaient la médiocrité de l'hôtel. Mais cela reste un hôtel Disney à prix abordable (inférieur à 100$) au cœur du complexe de Walt Disney World Resort.

## Le thème
Le thème de l'hôtel est les films de Disney, il est représenté par des personnages de taille démesurée. Pour plus de détails voir la description des bâtiments.

## Les bâtiments
Le bâtiment principal est le Cinema Hall. Les autres bâtiments accueillent les chambres, s’élèvent sur trois étages (avec ascenseurs, 10 au total pour l'hôtel) et prennent la forme d'un T avec chaque branche de même longueur.
Les bâtiments sont numérotés de 1 à 10, regroupés par deux selon un film:
- 101 Dalmatiens (bat. 1 et 4)  est décoré avec des chiens, personnages du film Les 101 Dalmatiens. Il est situé au nord du Cinema Hall.
- Mighty Ducks (bat 2 et 3)  est décoré avec des crosses de hockey et les masques de personnages de la série Mighty Ducks. Il est situé plus au nord dans la continuité des bâtiments 1 et 4. Entre les deux bâtiments la Duck Pond Pool prend la forme d'une patinoire.
- Fantasia (bat 5 et 8) est décoré de chapeaux de magicien et de balais magiques avec leurs seaux. Il est situé juste en face du Cinema Hall. La cour créée par les trois bâtiments accueille la piscine principale de l'hôtel.
- Love Bug (bat 6 et 7) sur la saga de la Coccinelle est décoré avec des « coccinelles », voiture de Volkswagen. Il est situé derrière les bâtiments de Fantasia.
- Toy Story (bat 7 et 8) sur la série de films de Pixar est décoré avec Buzz l'Éclair, Woody et les autres personnages. Il est situé au sud du Cinema Hall.

## Les services de l'hôtel
L'avantage principal de cet hôtel est d'être desservi par les bus gratuits de Disney Transport.

### Les chambres
Les chambres accueillent entre 2 et 4 personnes dans une superficie de 26 m², soit la plus petite de tout Walt Disney World Resort. Elles ont une salle de bains, un placard et un coin avec une table et deux chaises. Elles ont été complètement refaites en 2012-2013. Elles sont équipées d'un coffre, d'un sèche-cheveux, d'une table à repasser et d'un fer à repasser. Les téléviseurs sont des écrans plats LCD, de marque LG,  de taille 82 cm de diagonale. Tous les meubles d'origine (lit et coffre à tiroirs supportant le téléviseur) ont été changés lors des travaux de modernisation.  Il est possible de louer en plus un réfrigérateur. Elles sont équipées de liaison internet wifi gratuite (in room guest wifi), de même que le bâtiment principal (public space wifi)
Les prix en 2014, d'après le site officiel, pour une nuit débutent à partir de
- 135 $ pour les chambres avec vue sur la piscine ou des services (Preferred Location). Elles sont les plus proches du bâtiment central.
- 100 $ pour les chambres avec vue normale, les plus éloignées du bâtiment central.

### Les restaurants et bars
- World Premiere Food Court est une aire de restauration située dans le Cinema Hall et composé de cinq restaurants dans un décor de cafétéria avec de nombreux souvenirs sur la musique. Entièrement refait au printemps 2014.
  - Majestic
  - Lyrics
  - Grand (armoires réfrigérées, produits en libre service).
  - Roxy
  - Rialto (desserts)

- Silver Screen Spirits est le bar de la piscine Piano Pool

Un service de livraison de pizza est aussi disponible.

### La boutique
Donald's Double Feature est située dans le Cinema Hall et propose des livres, journaux, articles Disney et autres souvenirs

### Les activités possibles
- Les piscines:
  - Fantasia Pool est la piscine principale en forme salle de cinéma avec un bassin pour les enfants et le rocher de Mickey L'apprenti sorcier. Elle est située devant le Cinema Hall
  - Duck Pond Pool est la piscine en forme de patinoire  située au nord de l'hôtel.
- Reel Fun Arcade situé dans le Cinema Hall est une salle de jeux vidéo
- L'aire de jeux pour les enfants est située à côté de la Fantasia Pool entre les bâtiments 8 et 9.